# Brejaúva

Astrocaryum aculeatissimum (Schott) Burret (antigamente, Astrocaryum ayri Mart. e Toxophoenix aculeatissima Schott), conhecido popularmente como airi, iri, coco-de-iri, brejaúba e brejaúva, é uma palmeira silvestre. Seus frutos são usados pelas crianças para se fazer piões. As sementes são saborosas e oleosas.
Nativa da Mata Atlântica brasileira. A Brejaúva só pode se desenvolver no meio das matas fechadas. Assim como outros frutos nativos, existe um período de desenvolvimento até sua colheita. Sua coleta é de difícil acesso, pois o pé da planta chega a medir mais de 7 metros de altura. Os enormes e pontiagudos espinhos também trazem riscos e dificultam seu manejo.

## Ecologia[2]
Estágio Sucessional: Pioneira
Síndrome de dispersão: Zoocórica
Perenidade das folhas: Perenifólia
Crescimento: Moderado a lento
Densidade de copa: Baixa
Floração: Março a junho (ES)
Solo e ambientação: Ocorre em terrenos muito declivosos e planos, solos secos e úmidos, de textura variando de arenoso a franco-argilo-arenoso. Prefere áreas de meia-sombra e úmidas.

## Colheita
A Brejaúva tem sua florada no início de janeiro e seus bagos se desenvolvem por mais de 1 semestre. Assim sendo no início do seu desenvolvimento pode se encontrar o fruto apenas com água e sem polpa nenhuma, praticamente oco.
Ao longo do ano, a Brejaúva passa por diferentes pontos em sua polpa, que vai desde uma fina e gelatinosa camada branca, até uma polpa grossa e espessa, onde as pessoas costumam tirar com algo pontiagudo. Assim, tira-se a polpa e descarta o invólucro duro que guarda a polpa e a pele também é descartada. Como informado acima, algumas crianças aproveitam o caroço inteiro, simplesmente retiram sua casca e fazem um pião, introduzindo um prego em sua ponta.

### Uso na Culinária.
Não é comum ver receitas feitas a base de Brejaúva, porém há quem se arrisque nos sucos, cocadas, coquinhos caramelados com açúcar, sucos e sorvetes.
Fonte: Estudo e pesquisa realizada no período de 01/2022 à 09/2022 na mata nativa e silvestre localizada a beira da Rodovia Carvalho Pinto, no km 45, próximo aos bairros Jardim Colônia e Boa Vista.

## Etimologia
"Airi" é proveniente do tupi ai'ri.

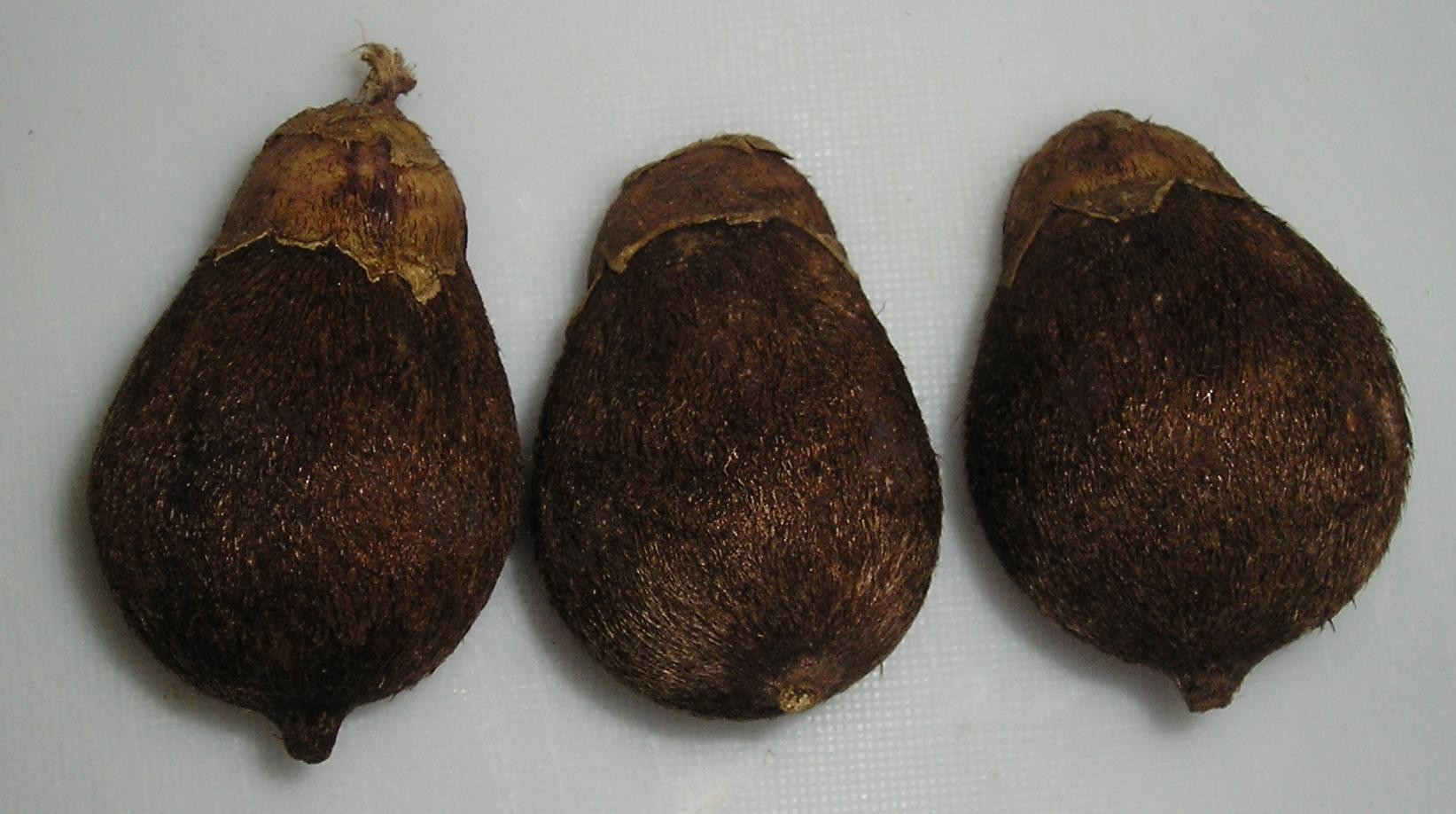
Frutas da brejaúva - com casca
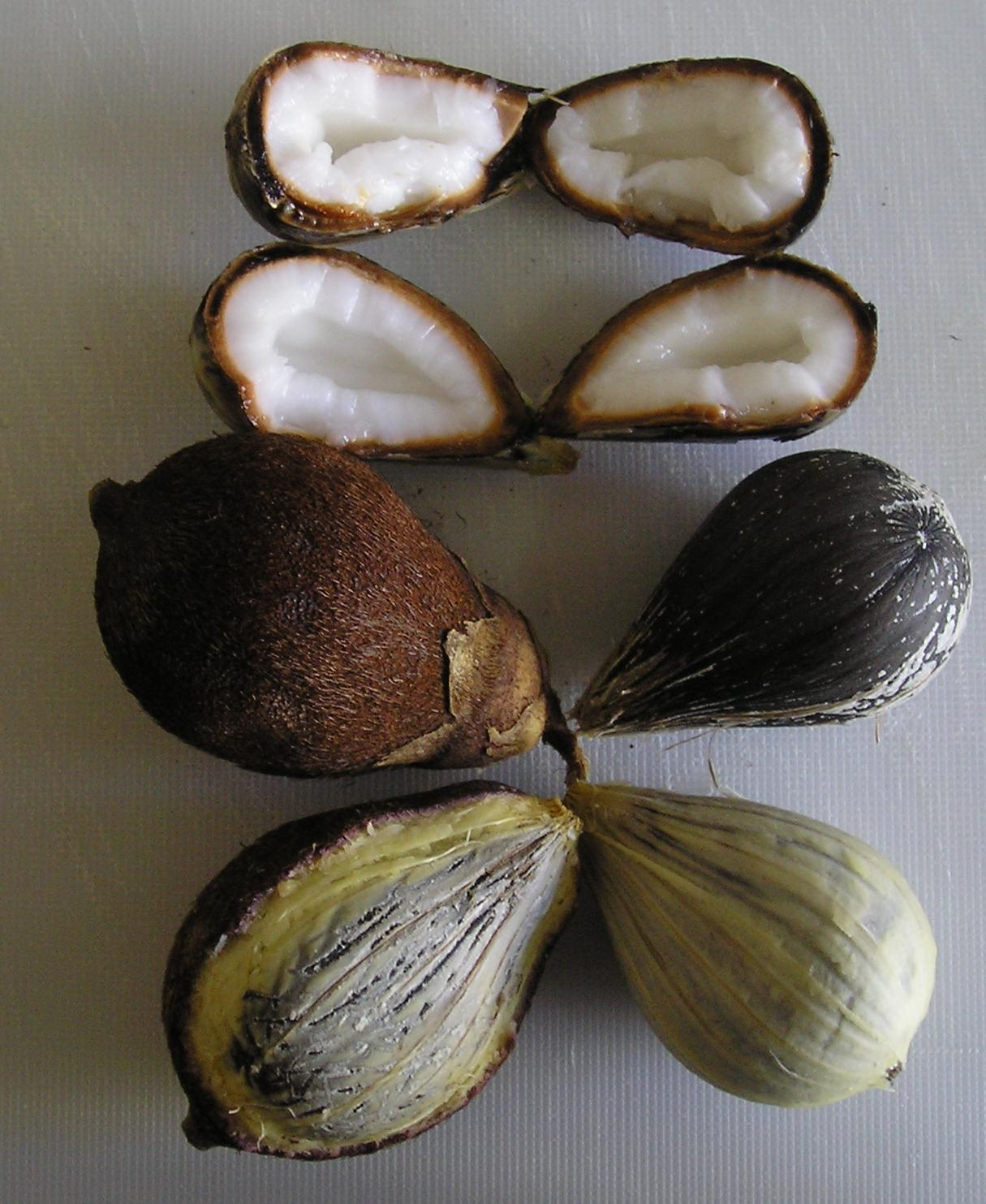
Fruta da brejaúva - com e sem casca, detalhe do coquinho e da polpa.